# Frederik X.

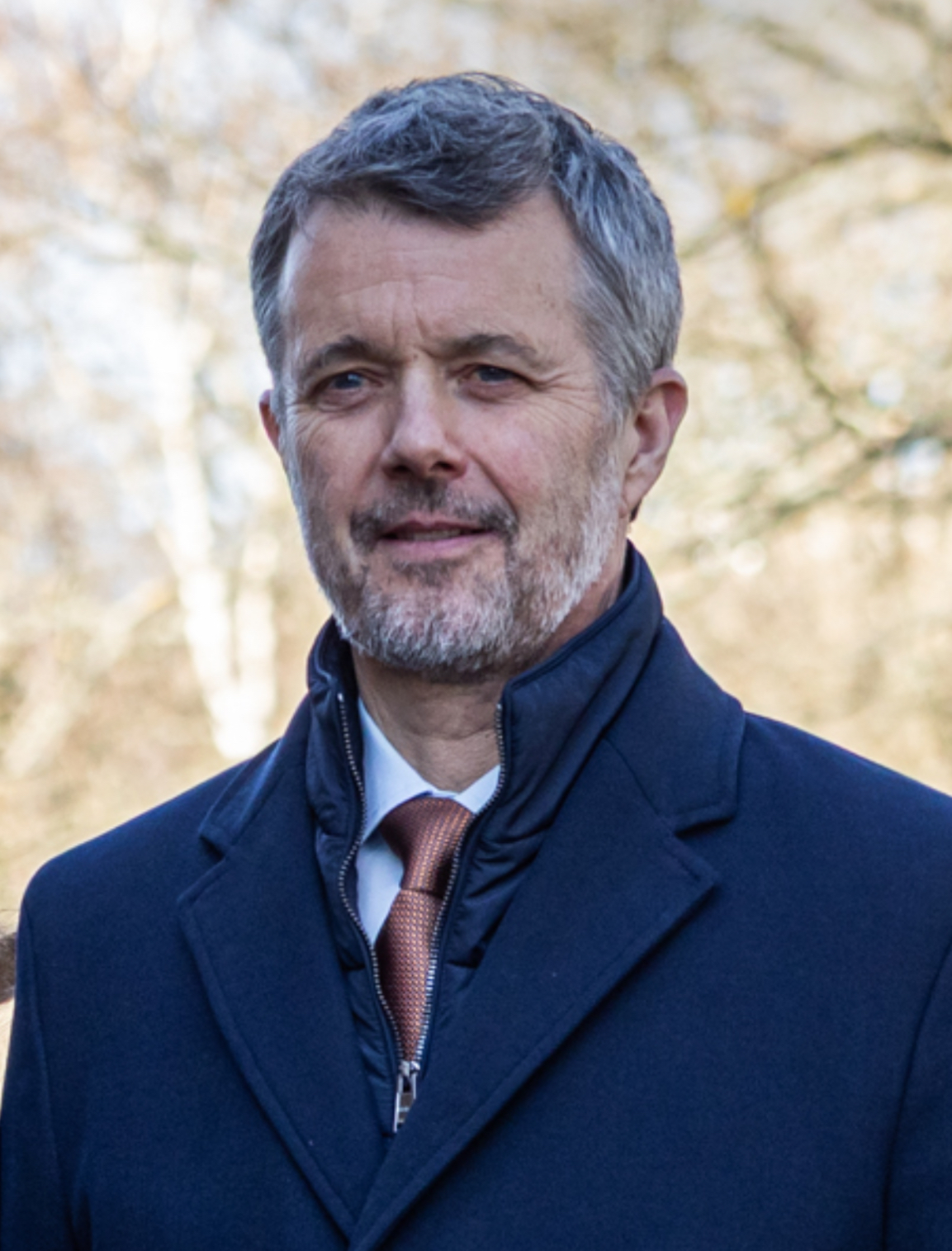
Frederik X. (2025)

Frederik X., dänische Schreibweise Frederik 10. (* 26. Mai 1968 als Frederik André Henrik Christian in Kopenhagen) ist ein dänischer Monarch. Er ist seit dem 14. Januar 2024 König des Königreichs Dänemark mit den drei Ländern Dänemark, Färöer und Grönland. Er gehört der Familie de Laborde de Monpezat an, ist in weiblicher Linie Nachkomme des Hauses Schleswig-Holstein-Sonderburg-Glücksburg und übernahm das Amt von seiner Mutter Margrethe II., die nach 52-jähriger Amtszeit aus gesundheitlichen Gründen abdankte.

## Ausbildung und Beruf

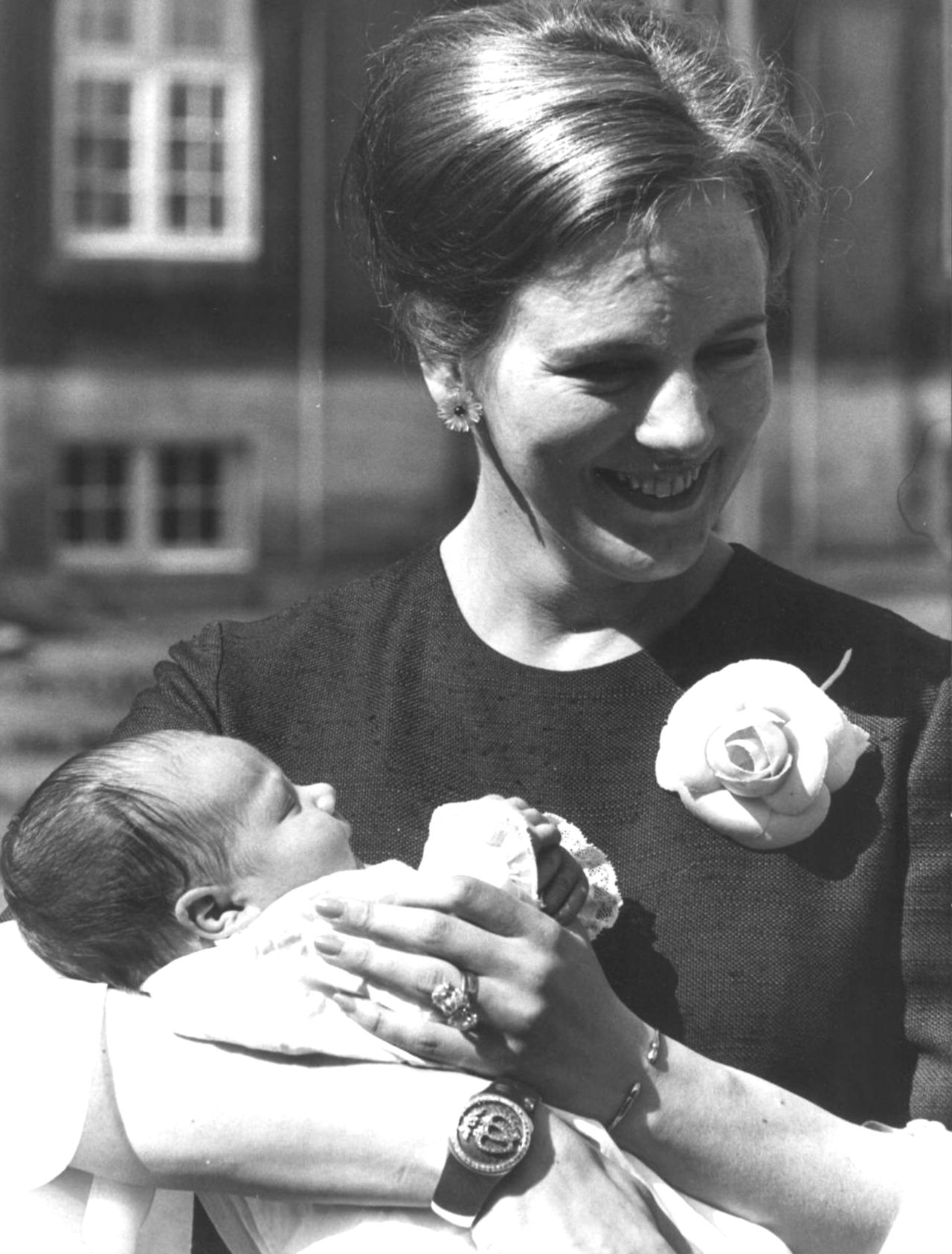
Frederik auf dem Arm seiner Mutter

Frederik wurde am 26. Mai 1968 als erster Sohn des damaligen Kronprinzenpaares Margrethe und Henrik im Rigshospitalet geboren. Prinz Frederik wurde am 24. Juni 1968 in der Holmens Kirke in Kopenhagen auf den Namen Frederik André Henrik Christian getauft. Er erhielt den gleichen Namen wie sein Großvater mütterlicherseits, König Frederik IX.; seine weiteren Namen stammen von seinem Großvater väterlicherseits, André de Laborde de Monpezat (1907–1998), seinem Vater, Prinz Henrik, und seinem Urgroßvater, König Christian X. Frederiks Paten waren sein Onkel Graf Etienne de Laborde de Monpezat (geb. 1942), seine Tante, die ehemalige Königin Anne-Marie von Griechenland, Prinz Georg von Dänemark, Baron Christian de Watteville-Berckheim, Großherzogin Joséphine-Charlotte von Luxemburg (1927–2005) und Birgitta Juel Hillingsø (geb. 1940). Frederik wurde am 28. Mai 1981 in der Schlosskirche Fredensborg konfirmiert.
Ab 1974 besuchte Frederik gemeinsam mit seinem ein Jahr jüngeren Bruder Prinz Joachim Krebs’ Schule in Kopenhagen, ergänzt von 1982 bis 1983 durch einen einjährigen Schulaufenthalt in Frankreich. In den Jahren 1974–1976 wurde er als Privatschüler auf Schloss Amalienborg unterrichtet. Von 1982 bis 1983 war er Internatsschüler an der École des Roches in der Normandie. Im Jahr 1986 machte er am Øregaard Gymnasium das neusprachliche Abitur. Die Muttersprache Frederiks ist Dänisch; er spricht zudem Französisch, Englisch und Deutsch.
Im Anschluss begann er seine militärische Laufbahn als Rekrut in der Königlichen Leibgarde (dänisch Den Kongelige Livgarde). 1988 wurde er zum Leutnant der Reserve befördert und diente als Einheitsführer beim Gardehusarenregiment (dänisch Gardehusarregimentet). 1989 wurde er zum Oberleutnant der Reserve (dänisch premierløjtnant af reserven) befördert.
Frederik studierte an der Universität Aarhus und erwarb 1995 einen Abschluss in Politikwissenschaften (cand. scient. pol.; entspricht einem Masterabschluss). Während seiner Studienzeit verbrachte er in den Jahren 1992 bis 1993 eine Zeit in den Vereinigten Staaten an der Harvard University. Seine Abschlussarbeit war eine Analyse der Außenpolitik der baltischen Staaten, die er während seines Studiums mehrmals besuchte. Da Frederik keinen Nachnamen trägt, unterschrieb er während seiner Zeit in Harvard mit „Frederik Henriksen“. Er absolvierte im Jahr 1994 ein dreimonatiges Praktikum bei der dänischen UN-Vertretung in New York und war in den Jahren 1998/1999 Erster Botschaftssekretär an der dänischen Botschaft in Paris.
Frederik wurde in den drei Teilstreitkräften des dänischen Militärs umfassend ausgebildet. Im Jahr 1995 durchlief er die Ausbildung zum Kampfschwimmer in der Eliteeinheit der Marine, dem Frømandskorpset (deutsch Froschmannkorps). 1997 wurde der Kronprinz zum Kapitänleutnant der Reserve (dänisch Kaptajnløjtnant) in der Marine (dänisch søværnet) befördert. Im selben Jahr wurde er auch Hauptmann der Reserve (dänisch Kaptajn ) im Heer und im Jahr 2001 der Luftwaffe, nachdem er kurzzeitig in beiden Teilstreitkräften gedient hatte. Im Jahr 2000 nahm er an der viermonatigen Schlittenexpedition Sirius 2000 in Nordgrönland teil. Im Jahr 2002 absolvierte er einen Führungskurs an der dänischen Verteidigungsakademie, der ihn für eine weitere Beförderung in die Stabsoffiziersränge der dänischen Streitkräfte qualifiziert.
Seit 2002 ist er Beauftragter für das Dänische Rote Kreuz. Im Oktober 2009 wurde Frederik Mitglied des Internationalen Olympischen Komitees (IOC).
Ab 2003 war Frederik Dozent am Institut für Strategie der dänischen Militärakademie. 2004 wurde er Fregattenkapitän (dänisch kommandørkaptajn) der Marine und Oberstleutnant des Heeres und der Luftwaffe. 2010 wurde er zum Kapitän zur See (dänisch kommandør) der Marine und Oberst des Heeres und der Luftwaffe befördert. Seit 2015 trägt er den Dienstgrad Konteradmiral der Marine und Generalmajor des Heeres und der Luftwaffe. Mit der Thronbesteigung am 14. Januar 2024 wurde er zum General der Land- und Luftstreitkräfte und Admiral der Marine (in Dänemark ist der Monarch Oberbefehlshaber der dänischen Streitkräfte).
Am 14. Januar 2024 folgte er seiner Mutter nach deren Abdankung als Frederik X. als König von Dänemark nach.

## Ehe und Familie

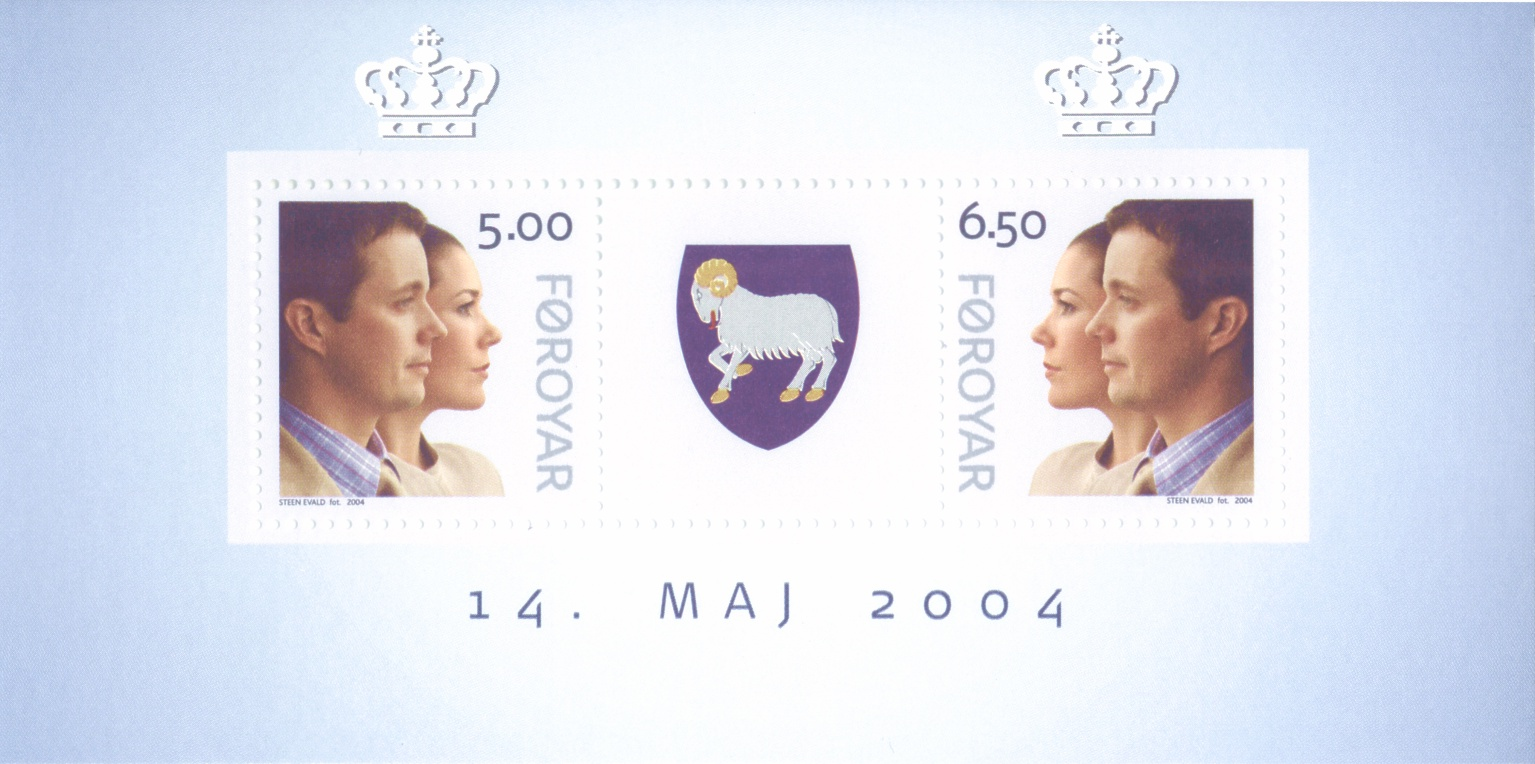
Briefmarke anlässlich der Hochzeit von Kronprinz Frederik und Kronprinzessin Mary

Im Jahr 2000 lernte Frederik bei den Olympischen Spielen in Sydney die Australierin Mary Donaldson (* 5. Februar 1972) kennen. Das Paar heiratete am 14. Mai 2004 in der Frauenkirche in Kopenhagen. Die beiden haben vier Kinder:
1. Kronprinz Christian zu Dänemark, Graf von Monpezat (* 15. Oktober 2005 in Kopenhagen)
2. Prinzessin Isabella zu Dänemark, Komtess[11] von Monpezat (* 21. April 2007 in Kopenhagen)
3. Prinz Vincent zu Dänemark, Graf von Monpezat (* 8. Januar 2011 in Kopenhagen)
4. Prinzessin Josephine zu Dänemark, Komtess von Monpezat (* 8. Januar 2011 in Kopenhagen)[12]

Im April 2008 gab das dänische Königshaus bekannt, dass die Nachfahren des Königspaares und deren Ehepartner von nun an auch den Titel „Graf/Gräfin von Monpezat“ tragen sollen.

## Öffentliche Aufgaben und Interessen

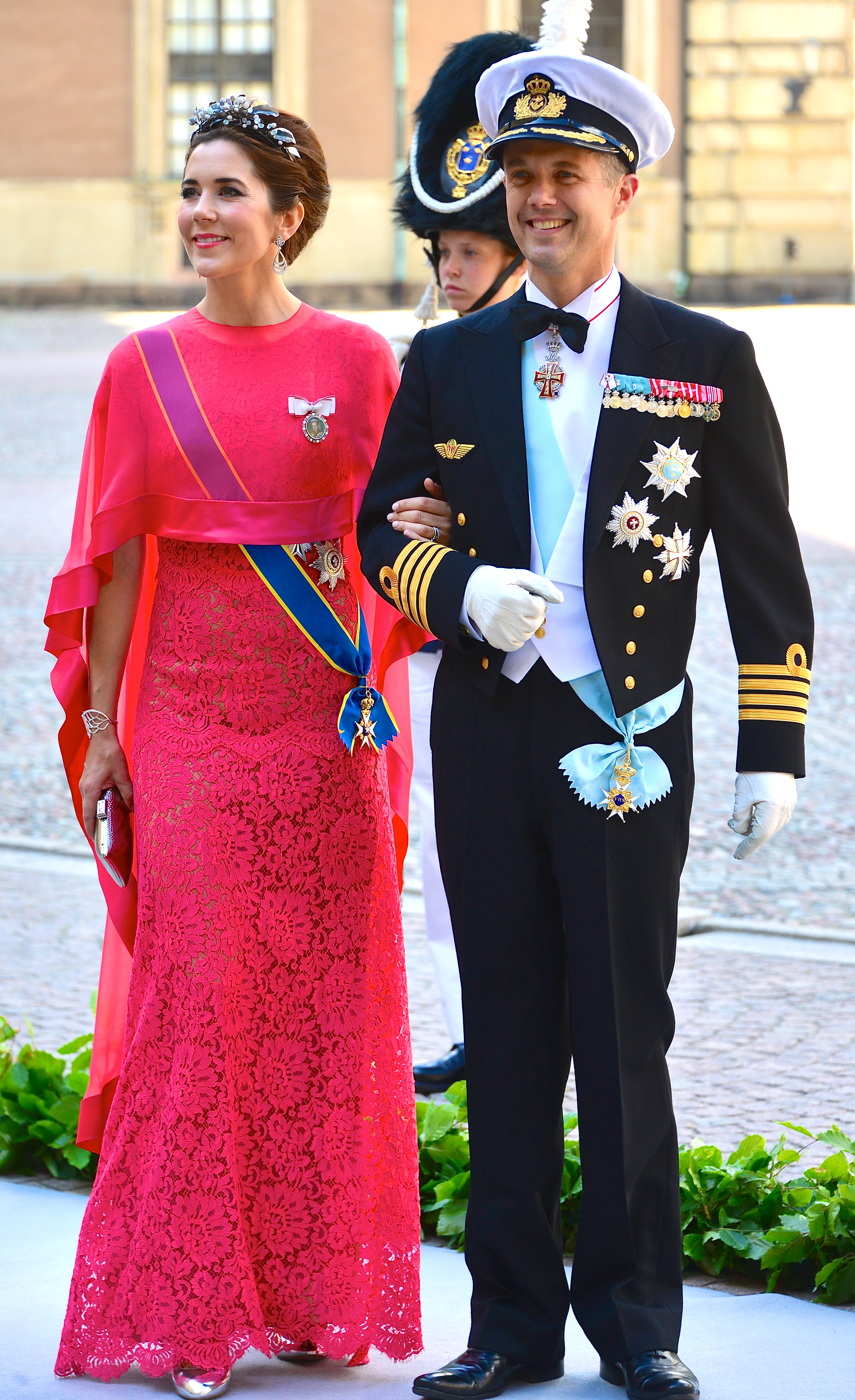
Kronprinz Frederik und Kronprinzessin Mary auf der Hochzeit von Madeleine von Schweden, 2013

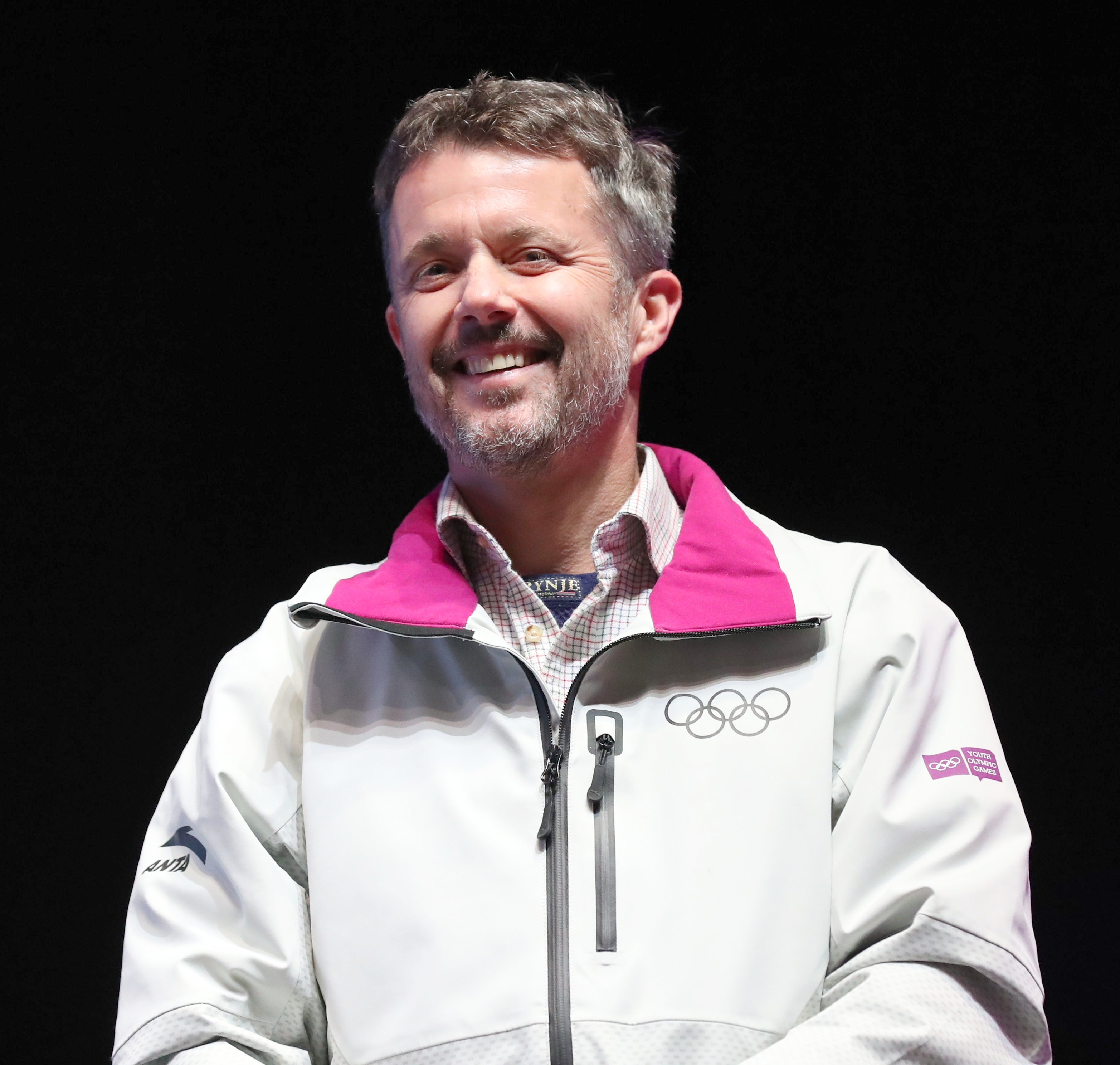
Frederik in seiner Funktion als Mitglied des Internationalen Olympischen Komitees bei den Olympischen Jugend-Winterspielen 2020 in Lausanne

Vom 11. Februar bis 31. Mai 2000 durchquerte Frederik das nördliche Grönland in einer Hundeschlitten-Expedition auf einer Strecke von 2795 Kilometern. Diese so genannte Sirius-Expedition wird jedes Jahr seit 1950 von der grönländischen Schlittenhund-Einheit Sirius-Patrouille absolviert.
Zu seinen Aufgaben als König gehört es, Dänemark und das Königshaus bei diversen Anlässen im Ausland zu repräsentieren. Er ist Taufpate von Prinzessin Ingrid Alexandra von Norwegen und Prinz Oscar von Schweden. Frederik wurde 2009 Mitglied des Internationalen Olympischen Komitees (IOC) und wurde 2021 zu einem der Ehrenmitglieder des IOC ernannt.
Im Jahr 2018 rief er den Royal Run ins Leben.

## Wahlspruch
König Frederiks Wahlspruch lautet „Forbundne, forpligtet, for Kongeriget Danmark“ (Verbunden, verpflichtet, für das Königreich Dänemark).

## Vorfahren
| Ahnentafel König Frederik X. von Dänemark     | Ahnentafel König Frederik X. von Dänemark                                           | Ahnentafel König Frederik X. von Dänemark                                           | Ahnentafel König Frederik X. von Dänemark                                           | Ahnentafel König Frederik X. von Dänemark                                           | Ahnentafel König Frederik X. von Dänemark                                           | Ahnentafel König Frederik X. von Dänemark                                           | Ahnentafel König Frederik X. von Dänemark                                                       | Ahnentafel König Frederik X. von Dänemark                                                                               | Ahnentafel König Frederik X. von Dänemark                                                          | Ahnentafel König Frederik X. von Dänemark                                                                 |
| --------------------------------------------- | ----------------------------------------------------------------------------------- | ----------------------------------------------------------------------------------- | ----------------------------------------------------------------------------------- | ----------------------------------------------------------------------------------- | ----------------------------------------------------------------------------------- | ----------------------------------------------------------------------------------- | ----------------------------------------------------------------------------------------------- | --- | -------------------------------------------------------------------------------------------------- | --- |
| Alt-Eltern                                    | Aristide de Laborde de Monpezat (1830–1888) ⚭ 1860 Jeanne Emilie Borde (1835–1889)  | Eugen Ludwig Heinrich Hallberg (1839–1921) ⚭ 1862 Clara Vernhes (1844–1922)         | Eugen Ludwig Heinrich Hallberg (1839–1921) ⚭ 1862 Clara Vernhes (1844–1922)         | Jean Alfred Doursenot (1855–1940) ⚭ 1882 Marie Louise Barrière (1863–1941)          | Jean Alfred Doursenot (1855–1940) ⚭ 1882 Marie Louise Barrière (1863–1941)          | Léonard Gay (1846–1918) ⚭ 1872 Marguerite Laforest (1853–1921)                      | König Friedrich VIII. (1843–1912) ⚭ 1869 Prinzessin Luise von Schweden (1851–1926)              | Großherzog Friedrich Franz III. (Mecklenburg) (1851–1897) ⚭ 1879 Großfürstin Anastasia Michailowna Romanowa (1860–1922) | König Gustav V. (Schweden) (1858–1950) ⚭ 1881 Prinzessin Viktoria von Baden (1862–1930)            | Herzog Arthur Wilhelm von Connaught (1850–1942) ⚭ 1879 Prinzessin Luise Margareta von Preußen (1860–1917) |
| Urgroßeltern                                  | Henri de Laborde de Monpezat (1868–1929) ⚭ 1904 Henriette Hallberg (1880–1973)      | Henri de Laborde de Monpezat (1868–1929) ⚭ 1904 Henriette Hallberg (1880–1973)      | Henri de Laborde de Monpezat (1868–1929) ⚭ 1904 Henriette Hallberg (1880–1973)      | Maurice Doursenot (1883–1916) ⚭ 1907 Marguerite Gay (1883–1974)                     | Maurice Doursenot (1883–1916) ⚭ 1907 Marguerite Gay (1883–1974)                     | Maurice Doursenot (1883–1916) ⚭ 1907 Marguerite Gay (1883–1974)                     | König Christian X. (1870–1947) ⚭ 1898 Herzogin Alexandrine von Mecklenburg-Schwerin (1879–1952) | König Christian X. (1870–1947) ⚭ 1898 Herzogin Alexandrine von Mecklenburg-Schwerin (1879–1952)                         | König Gustav VI. Adolf (Schweden) (1882–1973) ⚭ 1905 Prinzessin Margaret von Connaught (1882–1920) | König Gustav VI. Adolf (Schweden) (1882–1973) ⚭ 1905 Prinzessin Margaret von Connaught (1882–1920)        |
| Großeltern                                    | André de Laborde de Monpezat (1907–1998) ⚭ 1934 Renée Doursenot (1908–2001)         | André de Laborde de Monpezat (1907–1998) ⚭ 1934 Renée Doursenot (1908–2001)         | André de Laborde de Monpezat (1907–1998) ⚭ 1934 Renée Doursenot (1908–2001)         | André de Laborde de Monpezat (1907–1998) ⚭ 1934 Renée Doursenot (1908–2001)         | André de Laborde de Monpezat (1907–1998) ⚭ 1934 Renée Doursenot (1908–2001)         | André de Laborde de Monpezat (1907–1998) ⚭ 1934 Renée Doursenot (1908–2001)         | König Frederik IX. (1899–1972) ⚭ 1935 Prinzessin Ingrid von Schweden (1910–2000)                | König Frederik IX. (1899–1972) ⚭ 1935 Prinzessin Ingrid von Schweden (1910–2000)                                        | König Frederik IX. (1899–1972) ⚭ 1935 Prinzessin Ingrid von Schweden (1910–2000)                   | König Frederik IX. (1899–1972) ⚭ 1935 Prinzessin Ingrid von Schweden (1910–2000)                          |
| Eltern                                        | Graf Henri de Laborde de Monpezat (1934–2018) ⚭ 1967 Königin Margrethe II. (* 1940) | Graf Henri de Laborde de Monpezat (1934–2018) ⚭ 1967 Königin Margrethe II. (* 1940) | Graf Henri de Laborde de Monpezat (1934–2018) ⚭ 1967 Königin Margrethe II. (* 1940) | Graf Henri de Laborde de Monpezat (1934–2018) ⚭ 1967 Königin Margrethe II. (* 1940) | Graf Henri de Laborde de Monpezat (1934–2018) ⚭ 1967 Königin Margrethe II. (* 1940) | Graf Henri de Laborde de Monpezat (1934–2018) ⚭ 1967 Königin Margrethe II. (* 1940) | Graf Henri de Laborde de Monpezat (1934–2018) ⚭ 1967 Königin Margrethe II. (* 1940)             | Graf Henri de Laborde de Monpezat (1934–2018) ⚭ 1967 Königin Margrethe II. (* 1940)                                     | Graf Henri de Laborde de Monpezat (1934–2018) ⚭ 1967 Königin Margrethe II. (* 1940)                | Graf Henri de Laborde de Monpezat (1934–2018) ⚭ 1967 Königin Margrethe II. (* 1940)                       |
| König Frederik X., Graf von Monpezat (* 1968) |                                                                                     |                                                                                     |                                                                                     |                                                                                     |                                                                                     |                                                                                     |                                                                                                 | | | |

## Ehrungen und Benennungen
Die Kronprins Frederik, ein Fährschiff der Reederei Scandlines, wurde nach ihm benannt.
Eine der ungewöhnlicheren Auszeichnungen, die er erhalten hat, ist die Ehrenmedaille des Dänischen Roten Kreuzes, die normalerweise nur früheren Präsidenten des Dänischen Roten Kreuzes verliehen wird, für Frederik wurde allerdings eine Ausnahme gemacht.